# Not Okay
Not Okay è un film statunitense del 2022 scritto e diretto da Quinn Shephard.

## Trama
Danni Sanders è un'aspirante scrittrice che lavora come editor di foto per Depravity, una rivista online di New York. Lottando per il suo lavoro e per fare amicizia, Danni mente sul fatto di partecipare a un imminente ritiro a Parigi per impressionare il suo collega Colin, un influencer dei social media. Danni trascorre la settimana successiva pubblicando foto di se stessa con photoshop a Parigi dal suo appartamento di Brooklyn. Di conseguenza, ottiene un modesto seguito su Instagram, tra cui Colin. Pochi giorni dopo, Danni pubblica una sua foto modificata dall'Arco di Trionfo solo pochi minuti prima che diversi importanti monumenti parigini vengano bombardati dai terroristi. Per sostenere la sua bugia, Danni finge di tornare da Parigi, raggiungendo i suoi genitori in aeroporto.
Dopo aver fatto credere a genitori, colleghi e sui social di essere una sopravvissuta agli attacchi terroristici, Danni attira immediatamente l'attenzione pubblica. Inizialmente vuole chiarire la situazione, ma alla fine sceglie di proseguire con la menzogna. Dopo aver frequentato un gruppo di supporto, incontra e fa amicizia con l'attivista anti-armi Rowan Aldren, una sopravvissuta a una sparatoria a scuola, che ha anche un grande seguito sui social. Danni scrive un articolo fraudolento sulla sua "esperienza" di essere stata coinvolta in un attacco terroristico. Questo articolo, che include l'hashtag #IAmNotOkay, diventa virale e porta a Danni un'enorme fama immediata. Danni si avvicina anche a Rowan, diventando per lei una figura fraterna. Durante una serata fuori con Colin, i due hanno un breve ma spiacevole incontro sessuale, il che fa capire a Danni che la vita da "famosa" che desiderava non è poi così affascinante e che invece è molto più gratificante semplicemente essere una brava persona.
Danni è invitata a parlare a una manifestazione con Rowan. Quando i contro-manifestanti fanno esplodere dei petardi sul palco, Rowan ha un attacco di panico e viene ricoverata in ospedale. Danni, che ha avuto allucinazioni ricorrenti dell'attentatore di Parigi, ha difficoltà a sostenere Rowan. Nel frattempo, una scettica collaboratrice di Danni di nome Harper scopre il suo inganno e dà a Danni un ultimatum: o Danni confessa la verità o sarà lei a farlo. Danni infine decide di pubblicare un articolo in cui racconta la verità e accettare le conseguenze della sua bugia. Questo fa deragliare la sua vita rapidamente; è trattata come una paria online, viene licenziata dal lavoro, rinnegata da Rowan, costretta a trasferirsi con i suoi genitori, riceve minacce di morte e inevitabilmente disattiva tutti i suoi account sui social media.
Un mese dopo, Danni partecipa a un nuovo gruppo di supporto per le persone vittime di umiliazione online, dove viene incoraggiata a fare ammenda con coloro che ha ferito. Partecipa quindi a un evento in cui Rowan tiene un discorso contro di lei e le sue azioni che la turba molto, mentre Rowan si guadagna gli applausi dalla folla. Dopo essersi resa conto che scusarsi sarebbe stato più un atto a proprio vantaggio che a quello di Rowan, Danni esce silenziosamente dal teatro.

## Produzione

### Sviluppo
Nel giugno 2021 è stato annunciato che Zoey Deutch avrebbe recitato in un film scritto e diretto da Quinn Shephard, prodotto da Searchlight Pictures e distribuito da Hulu. Nell'agosto dello stesso anno Dylan O'Brien, Embeth Davidtz, Nadia Alexander, Negin Farsad e Karan Soni si sono uniti al cast.

### Riprese
Le riprese principali si sono svolte a New York tra luglio e il 12 settembre 2021.

## Promozione
Il primo teaser trailer è stato pubblicato il 21 giugno 2022, mentre il primo trailer ufficiale è stato reso disponibile il 21 luglio dello stesso anno.

## Distribuzione
Il 29 luglio 2022 la pellicola è stata resa disponibile su Hulu negli Stati Uniti e su Disney+ nel resto del mondo. Inizialmente avrebbe dovuto essere distribuita a partire dal 5 agosto 2022, ma l'uscita è stata anticipata di una settimana.

## Accoglienza
Sul sito web di recensioni Rotten Tomatoes, il 76% delle recensioni di 78 critici è positivo, con una valutazione media di 6,6/10. Il consenso del sito web recita: "Anche se potrebbe non aggiungere molto al tema, "Not Okay" mostra alcuni punti salienti sulla vita online, con uno scintillio in più aggiunto da un'effervescente Zoey Deutch". 